# Ignacije Gavran
Ignacije Gavran (Vareš, 24. veljače 1914. – Visoko, 24. studenog 2009.) bio je hrvatski katolički svećenik iz reda franjevaca, prevoditelj, povjesničar i putopisac.

## Životopis
Ušao je u Franjevački red 1931. godine. Nakon završene Franjevačke klasične gimnazije u Visokom 1934., studirao je filozofiju i teologiju u Sarajevu od 1934. do 1937.. Zatim je teologiju studirao u Breslauu od 1937. do 1939. godine. Tamo je usporedno studirao filozofiju i povijest umjetnosti. Taj je studij nastavio u Ljubljani od 1939. do 1941.; doktorirao je tezom „Filozofska antropologija Vladimira Solovjeva”.
Teologiju je diplomirao 1941. u Sarajevu, a pohađao je i Akademiju likovnih umjetnosti u Zagrebu od 1943. do 1944. godine. Za svećenika je zaređen 1938. godine. Od 1941. bio je profesor u Franjevačkoj klasičnoj gimnaziji u Visokom. Kasnije je predavao na Franjevačkoj teologiji u Sarajevu.
Bio je u više navrata odgojitelj bogoslova u Visokom te od 1961. do 1967. ravnatelj gimnazije u Visokom.
Bio je član rimske Academia internationalis Scotistica.

## Djela
- „Filozofska antropologija Vladimira Solovjeva” (Sarajevo, 1941.)
- „Bludna psovka” (Sarajevo, 1962.)
- „Das Verhältnis der bosnischen Franziskaner zum jugoslawischen Staate” (Sarajevo, 1964.)
- „The Idea of Freedom as a Basic Concept of Human Existence According to John Duns Scotus” (Rim, 1968.)
- „Veliki likovi povijesti umjetnosti” (Sarajevo, 1969.)
- „O. fra Lujo Zloušić” (Sarajevo, 1970.)
- „Lucerna lucens? Odnos Vrhbosanskog ordinarijata prema bosanskim franjevcima” (Visoko, 1978.)
- „Putovi i putokazi. Niz članaka o našoj prošlosti” (Sarajevo, 1988.)
- „Suputnici bosanske povijesti. Sedam stoljeća djelovanja bosanskih franjevaca” (Sarajevo, 1990.)
- „Logika” (Visoko, 1997.)
- „Psihologija” (Visoko, 1997.)

### Članci
- Kovačić, Anto Slavko. 1998. Gavran, Ignacije. Hrvatski biografski leksikon. Zagreb.  journal zahtijeva |journal= (pomoć)